# St. Michael (Emden)

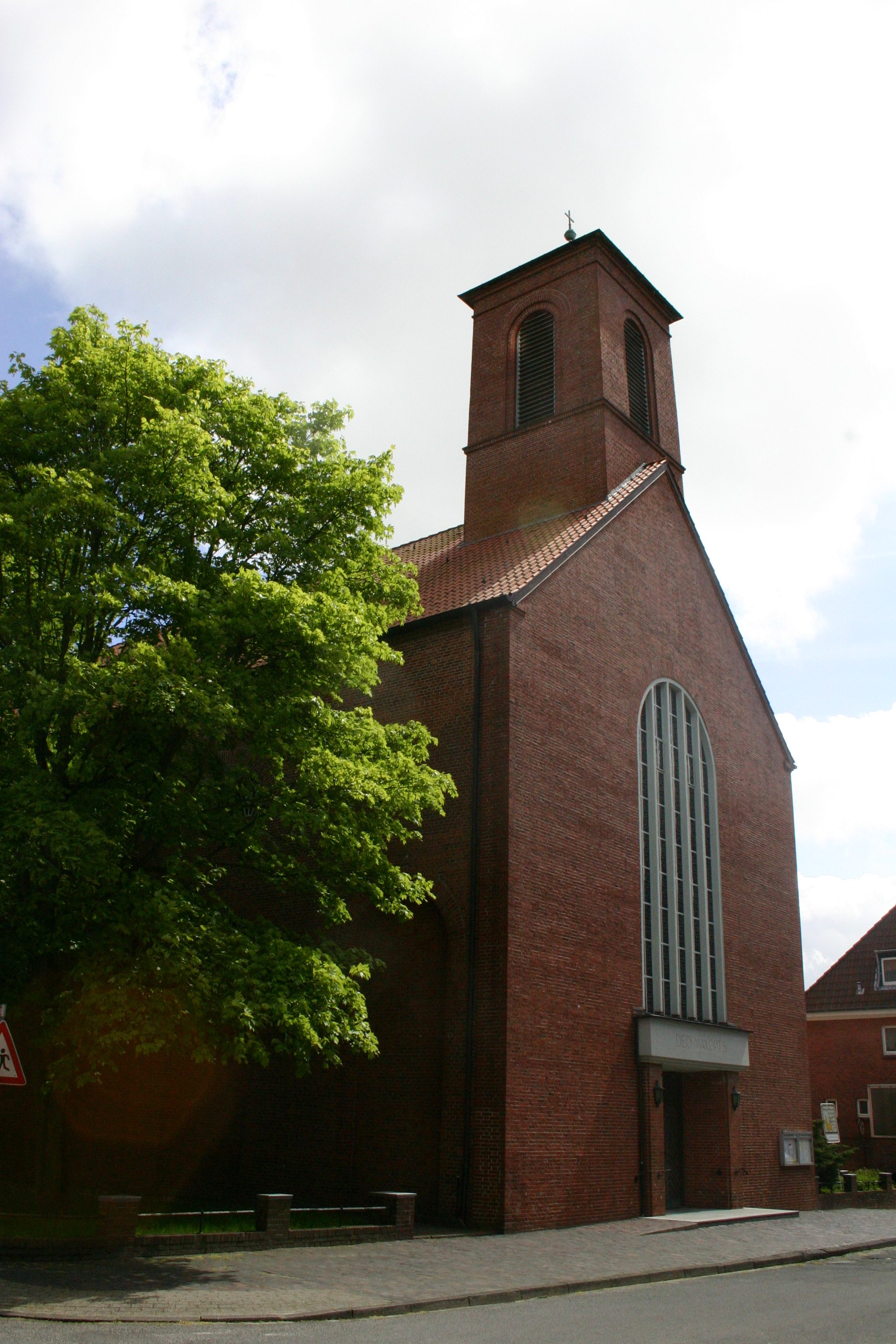
St. Michaelskirche zu Emden

Die von 1946 bis 1950 erbaute katholische Pfarrkirche St. Michael steht im Emder Stadtteil Groß-Faldern. Sie ist das größte Bauwerk der katholischen Kirche in Emden.

## Geschichte
Die gleichnamige Vorgängerkirche der katholischen Gemeinde wurde im Jahr 1806 errichtet. Infolge der Luftangriffe auf Emden während des Zweiten Weltkrieges wurde die alte Michaelskirche am 6. September 1944 zerstört. Der Wiederaufbau erfolgte an gleicher Stelle zwischen 1946 und 1950 nach Plänen des Kirchenbaumeisters Dominikus Böhm.
Im Jahr 1961 wurde eine Orgel der Gebrüder Stockmann eingebaut. Das Instrument verfügt über 21 Register, die auf zwei Manuale und Pedal verteilt sind. Während der 1970er und 1990er Jahre wurde St. Michael mehrfach renoviert.
St. Michael gehört zur am 1. Juli 2007 gegründeten Pfarrei Christ König. Ebenfalls zur Pfarrei Christ König gehörten die zweite katholische Kirche in Emden, St. Walburga, sowie die Kapelle St. Hedwig in Pewsum, die beide inzwischen profaniert wurden.